# Ukonsaari (ö i Norra Savolax, Nordöstra Savolax, lat 63,26, long 28,53)
Ukonsaari är en ö i Finland. Den ligger i sjön Ala-Luosta och i kommunen Rautavaara i den ekonomiska regionen  Nordöstra Savolax ekonomiska region  och landskapet Norra Savolax, i den centrala delen av landet, 400 km nordost om huvudstaden Helsingfors. Öns area är 3,4 hektar och dess största längd är 300 meter i sydväst-nordöstlig riktning.